# Basilica del Palazzo

Pianta della Basilica del Palazzo

La Basilica del Palazzo è una basilica in rovina nel Secondo cortile del Palazzo di Topkapı a Istanbul, in Turchia.I resti furono scavati nel 1937. Dal momento che il nome della chiesa non poté essere individuato, i resti sono stati denominati riferendosi alla loro ubicazione all'interno dell'area del Palazzo Topkapi. La basilica fu probabilmente costruita intorno al V secolo d.C. e subì dei restauri tra il X e il XII secolo. La chiesa a tre navate misurava 35x21 metri. La facciata esterna dell'abside era a tre lati: la facciata interna è semicircolare. L'ingresso dell'atrio si trova sul lato nord.